# Sân bay Gambela
Sân bay Gambela (IATA: GMB, ICAO: HAGM) là một sân bay ở thành phố Gambela, Ethiopia.

## Hãng hàng không và điểm đến
| Hãng hàng không    | Các điểm đến |
| ------------------ | ------------ |
| Ethiopian Airlines | Addis Ababa  |